# Кољски рејон
Кољски рејон (рус. Кольский район) општинска је административно-територијална јединица другог нивоа на северу и западу Мурманске области, на крајњем северозападу европског дела Руске Федерације.
Административни центар рејона је град Кола.
Према проценама националне статистичке службе Русије за 2016. на територији рејона живело је 41.608 становника, или у просеку око 1,8 ст/км², а по броју становника 7. је најнасељеније подручје у области.

## Географија
Кољски рејон смештен је у северном и западном делу Мурманске области. Обухвата територију површине 28.320 км² и по том параметру налази се на 2. месту међу административним јединицама у области (површином је већи само Ловозерски рејон). Граничи се са територијом Ловозерског рејона на североистоку, односно Печеншког рејона на северозападу. На југу су Оленегорски и Мончегорски округ, те Ковдорски рејон, на западна граница је део међународне границе са Финском, док се на северу граничи са градским окрузима Мурманска, Североморска, Заозјорска, Александровска и Видјајева. На северу територија Кољског рејона излази на обале Баренцовог мора, односно на део његове Мурманске обале. У границама рејона налази се и острво Киљдин, највеће острво у целој Мурманској области.
Надморска висина рејона опада идући од југа ка северу према баренцовој обали. У јужном делу рејонске територије налазе се брдско-планинска подручја Саљније тундри (максималне висине до 997 метара) и Туадаш тундра (907 метара). Централним делом рејона доминира долина реке Туломе чијим преграђивањем су формирана два велика вештачка језера − Горњотуломско, површине 745 км², и Доњотуломско површине 38 км². У Горњотуломско језеро се уливају реке Лота (дужине 235 км) и Нота (120 км). Река Тулома се улива у дугачки и уски Кољски залив, а у исти залив улива се и друга по важности река у рејону, Кола. Важније реке које теку ка Баренцовом мору на овом подручју су још и Вороња, Ура, Титовка, Западна Лица, Териберка и друге.
Подручје се налази у прелазној зони између северне тајге и тундре.

## Историја
Кољско-Лопарски рејон званично је успостављен 1. августа 1927. године као трећестепена општинска јединица тада у саставу Мурманске губерније Лењинградске области. У фебруару 1935. рејон добија садашњи назив.

## Демографија и административна подела
Према подацима са пописа становништва из 2010. на територији рејона живело је укупно 44.670 становника, док је према процени из 2016. ту живело 41.608 становника, или у просеку око 1,8 ст/км². По броју становника Кољски рејон се налази на 7. месту у области.
| 1959. | 1970. | 1979. | 1989.  | 2002.  | 2010.  | 2016.   |
| ----- | ----- | ----- | ------ | ------ | ------ | ------- |
| ---   | ---   | ---   | 73.555 | 51.125 | 44.670 | 41.608* |

Напомена:* Према процени националне статистичке службе. 
У границама округа налазе се 34 насељена места међусобно подељена у 11 трећестепених општина (6 урбаних и 5 руралних). Једино насељено место са званичним статусом града је град Кола који је уједно и административни центар рејона, а у ком живи око четвртина од укупне рејонске популације. У полуурбана насеља убрајају се варошице Мурмаши (највеће насеље у рејону), Верхњетуломски, Киљдинстрој, Молочни и Тумани.
Према статистичким подацима са пописа 2010. основу популације у округу чинили су етнички Руси са око 90%, а најбројније мањинске заједнице су били Украјинци (4,1%) и Белоруси (1,7%).

## Привреда и саобраћај
Подручје Кољског рејона одликује се великим природним богатствима, међу којима се по значају издвајају значајна лежишта руда бакра, никла и титанијума. Захваљујући великом хидроенергетском потенцијалу реке Туломе, преграђивањем њеног корита формирана су два вештачка језера чије воде покрећу турбине Горњотуломске и Доњотуломске хидроелектране које производе укупно 325,2 MW електричне енергије. На северу рејона налази се Кислогубска плимска електрана капацитета 1,7 МW чије турбине покреће снага плиме и осеке. Кислогубска електрана је једини хидроенергетски објекат тог типа у Русији и 6. у свету по капацитету.
Источним делом рејона пролази аутопут и железница који Мурманск повезују са Санкт Петербургом.